# 圣普列斯特托里永
圣普列斯特托里永（法語：Saint-Priest-Taurion，法語發音：[sɛ̃ pʁijɛ(st) toʁjɔ̃]）是法国利穆赞大区上维埃纳省的一个市镇，属于利摩日区。

## 地理
圣普列斯特托里永（45°53'12"N, 1°24'0"E）面积27 平方千米，位于法国新阿基坦大区上维埃纳省，该省份为法国中西部省份，北起顺时针与安德尔省、克勒兹省、科雷兹省、多爾多涅省、夏朗德省和维埃纳省接壤。
与圣普列斯特托里永接壤的市镇（或旧市镇、城区）包括：勒沙特内昂多尼翁、昂巴扎克、维埃纳河畔勒帕莱、里亚克朗孔、鲁瓦耶尔、圣瑞斯特-勒马尔泰勒、圣马丹泰雷叙。

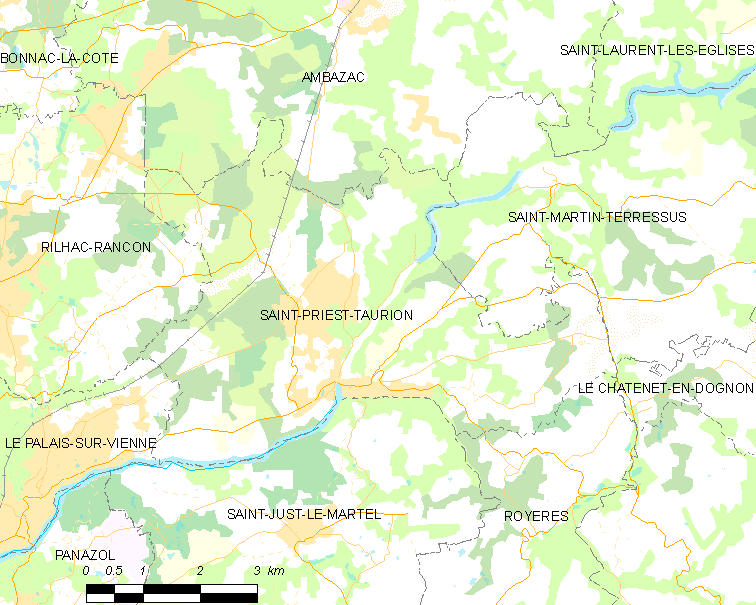
圣普列斯特托里永的OSM定位图

圣普列斯特托里永的时区为UTC+01:00、UTC+02:00（夏令时）。

## 行政
圣普列斯特托里永的邮政编码为87480，INSEE市镇编码为87178。

## 政治
圣普列斯特托里永所属的省级选区为圣莱奥纳尔-德诺布拉县。

## 人口

1962-2008年间圣普列斯特托里永人口变化图示

圣普列斯特托里永于2022年1月1日时的人口数量为2896人。